# Хавијер Занети
Хавијер Занети (шп. Javier Zanetti; Буенос Ајрес, 10. август 1973) је бивши аргентински фудбалер који је пуних 19 година наступао за Интер, а сада је потпредседник истог клуба. Био је дугогодишњи члан и аргентинске репрезентације, а играо је углавном на позицији десног бека. Поред фудбала бави се и хуманитарним радом.

## Каријера
Занети је каријеру започео у млађим селекцијама Индепендијентеа али није успео да се избори за место у сениорском тиму након чега је прешао у друголигашку екипу Таларес. Убрзо је прешао у прволигашку екипу Банфилд. За Банфилд је дебитовао 12. септембра 1993. године против Ривер Плате. Први гол постигао је против Њуелс Олд Бојса. Након неколико изузетних наступа за тим, добио је позив да заигра за репрезентацију. Иако су Бока јуниорс и Ривер Плата били заинтересовани за њега одлучио да остане у клубу још једну сезону. У лето 1995. године прелази у милански Интер. Занимљиво је да је Занети први играч који је постао члан Интера од доласка Масима Моратија на чело клуба. Један је од најбољих фудбалера Интера свих времена. Капитен је екипе од 1999. након пензионисања Ђузепеа Бергомија. За деветнаест сезона у клубу из Милана одиграо је 858 утакмица (од тога 615 првенствених), што га ставља на прво место у историји клуба по броју наступа (други је Ђузепе Бергоми са 758). Занети је 22. новембра 2006. забележио свој 100 наступ у УЕФА-иним такмичењима против Спортинга. Свој последњи црвени картон у каријери Хавијер је добио 17. фебруара 1999. у купу Италије против Парме.

### Репрезентација
За сениорску репрезентацију Аргентине дебитовао је 16. новембра 1994. против Чилеа. Био је члан екипе на Светским првенствима 1998. и 2002, али је био изостављен са списка за Светско првенство 2006. од стране селектора Хосеа Пекермана. Играч је са највише наступа за репрезентацију Аргентине у историји. За национални тим Аргентине укупно је одиграо 145 утакмица и притом постигао 5 голова.

## Трофеји и награде

### Интер
- Првенство Италије (5) : 2005/06 (за "зеленим столом"), 2006/07, 2007/08, 2008/09, 2009/10.
- Куп Италије (4) : 2004/05, 2005/06, 2009/10, 2010/11.
- Суперкуп Италије (4) : 2005, 2006, 2008, 2010.
- Лига шампиона (1) : 2009/10.
- Куп УЕФА (1) : 1997/98, (финале 1996/97).
- Светско првенство за клубове (1) : 2010.
- УЕФА суперкуп : финале 2010.

### Репрезентација Аргентине
- Панамеричке игре : злато 1995.
- Олимпијске игре : сребро 1996.
- Куп конфедерација : сребро 1995, 2005.
- Амерички куп : сребро 2004, 2007.

### Индивидуалне
- ФИФА 100